# Grebo (langue)
Cette page contient des caractères spéciaux ou non latins. S’ils s’affichent mal (▯, ?, etc.), consultez la page d’aide Unicode.
Pour les articles homonymes, voir Grebo.
Le grebo ou grébo est un continuum linguistique de langues kru parlée principalement au Liberia et aussi en Côte d’Ivoire. En Côte d’Ivoire, les variantes du continuum linguistique grebo sont généralement appelées « kroumen » et classées comme des langues séparées.

## Variantes et dialectes
Cinq variantes du grebo sont répertoriées dans Ethnologue, Languages of the World et ont un code de langue ISO 639-3:
- grebo du Nord ou klépo, (gbo), parlé par 131 000 personnes (2015)[2] ;
- grebo de Gboloo ou grebo gblou, (gec), parlé par 104 000 personnes (2015)[3] ;
- grebo du Sud, (grj), parlé par 170 000 personnes (2015-2017)[4] ;
- grebo du centre, (grv), parlé par 49 500 personnes (2015)[5] ;
- grebo de Barclayville ou grebo wedebo (gry), parlé par 40 500 personnes (2015)[6].

## Écriture
Le grebo est étudié et analysé par les Européens et Américains dès le XIXe siècle.
Les premiers ouvrages définissant un orthographe et alphabet grebo sont publiés par John Leighton Wilson en 1838 et 1839. Cet alphabet suit les recommandations de John Pickering pour l’écriture des langues amérindiennes et est utilisé bien qu’il ne représente pas distinctement tous les sons du grebo.
John Payne, avec les conseils de John Gottlieb Aueur, utilise l’alphabet de Lepsius dans ses ouvrages.
John Gottlieb Auer publie une grammaire grebo en 1870 avec son propre alphabet. Cet alphabet est repris et adapté par Gordon Innes dans son dictionnaire grebo publié en 1967, utilisant notamment les lettres ɛ, ŋ et ɔ contrairement à Auer.
| a | b | d | e | ḛ | ɛ | f | g | gb | gy | h | hl | hm | hn | hw | i | k | kp | ky | l | m | n | ny | ŋ | ŋm | ŋw | o | o̰ | ɔ | p | s | t | u | w | y |

Un alphabet grebo est défini par Matthew Carlton en 1984 et utilisé dans son dictionnaire grebo de 1985.
| a | b | ch | d | e | eh | f | gb | h | i | j | k | kp | l | m | n | ngm | ny | o | or | p | r | s | t | u | w |

Carlton indique le ton haut en précédant la syllabe d’un guillemet haut ‹ ˮ › et le ton bas en précédant la syllabe d’un deux-points ‹ ꞉ ›.
La Grebo Literacy Association publie avec la Liberia Bible Translation and Literacy Organization (LIBTRALO) un ouvrage d’apprentissage de la lecture et de l’écriture du grebo, avec un nouvel alphabet, en 1997.
| a | b | ch | d | e | ɛ | f | gb | h | i | j | k | kp | l | m | n | ngm | ny | o | ɔ | p | s | t | u | w |

L’orthographe de la LIBTRALO utilise l’accent grave et le caron pour indiquer les tons sur les voyelles. Le tréma est aussi utilisé sur les voyelles ä, ɛ̈, ɔ̈, ü.